# Anthidium vigintiduopunctatum
Anthidium vigintiduopunctatum är en biart som beskrevs av Heinrich Friese 1904. Anthidium vigintiduopunctatum ingår i släktet ullbin, och familjen buksamlarbin. Inga underarter finns listade i Catalogue of Life.